# Fontana di Polino
La fontana di Polino, detta anche fontana Castelli, è situata in piazza Marconi nell'omonimo borgo in provincia di Terni, sulle rive del fiume Nera, un tempo posto di frontiera tra lo Stato Pontificio e il Regno di Napoli. La fontana, in stile tardo manieristico romano, fu eretta nel 1615 per volere del marchese ternano Giambattista I Castelli, governatore perpetuo del paese, e donata ai polinesi.

## Descrizione
La monumentale fontana, recentemente restaurata, si trova nel piazzale principale di Polino, non lontana dal torrione, una volta sede dell'ufficio doganale. Presenta un prospetto calcareo tripartito da due lesene culminanti con altrettante cariatidi che sostengono la trave portante da cui si innalzano, di fianco, due sottili cuspidi con al centro una statuetta rappresentante la regina di Napoli Giovanna I d'Angiò (1327-1382), come ringraziamento da parte dei tributari locali per le benevolenze ricevute. Alla base vi sono tre vasche per la raccolta dell'acqua proveniente da sorgenti delle vicine montagne. La vasca centrale è sormontata da un marforio di pietra raffigurante un dio fluviale, mentre quelle laterali, meno ampie e più basse, sono caratterizzate da teste leonine dalle quali emergono le cannelle. Dall'architrave provengono due sezioni laterali arcuate: in mezzo a quella mediana un'iscrizione indica il 1615 quale data della costruzione della fontana barocca e un'epigrafe celebra il conte di Polino Giambattista I Castelli che la fece realizzare su progetto dell'architetto Antonio Manno. Sopra campeggia lo stemma della nobile casata ternana, contraddistinto da tre torri merlate alla guelfa sormontate da un giglio.
Il borgo di Polino fu fondato nel 1100 dalla famiglia Polini, da cui il nome; passò poi agli Arroni e, nel 1333, al regno di Napoli. Nel Quattrocento i Trinci, signori di Foligno, occuparono la fortezza e il feudo, scarsamente popolato, con una superficie di 20 km² circa, ma ubicato in un luogo strategico di confine. Nel corso del XVI secolo la contea fu conferita ai Castelli di Terni, marchesi del Sacro Romano Impero, signori di Collestatte e Torreorsina che la mantennero fino agli ultimi anni del Settecento, quando l'ultima discendente, Caterina, sposò il narnese Silvio Eroli. Privi di eredi, subentrarono gli aretini Albergotti. Nella contea svolgeva l'attività una zecca pontificia, in cui furono battuti i primi scudi del papa Clemente XIII con l'argento della miniera sita sui monti intorno al paese.

## Note

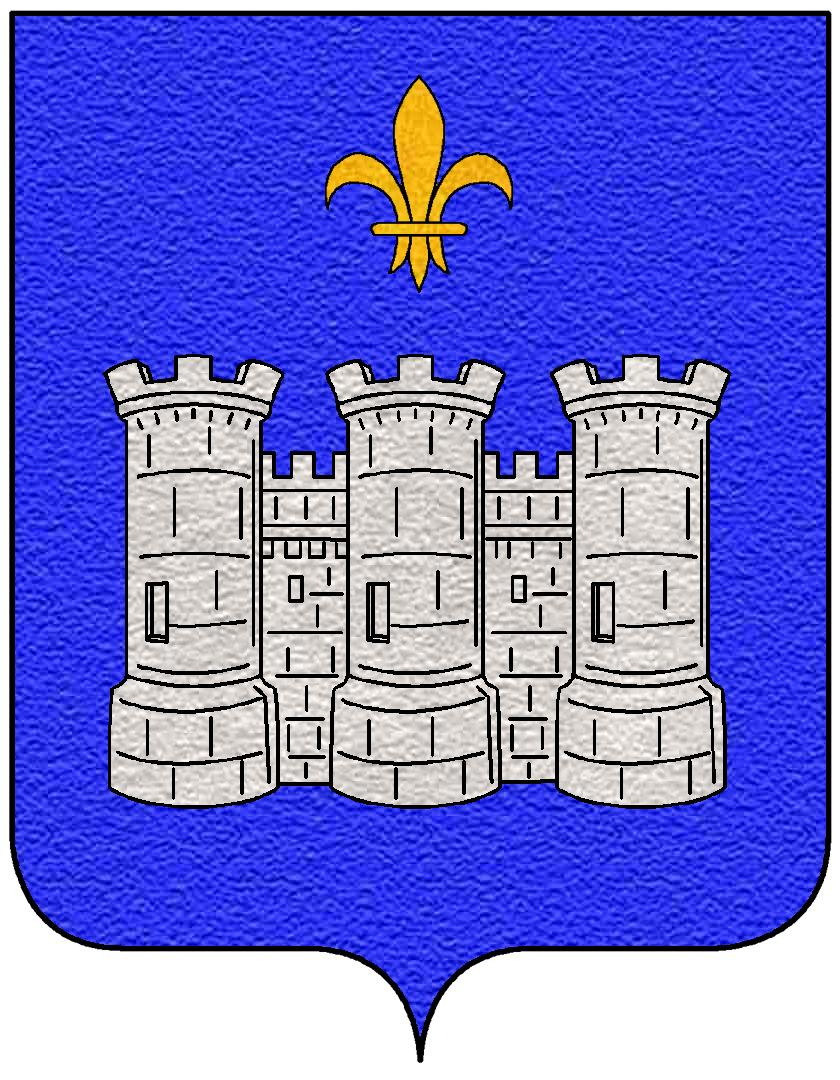
L'arma dei Castelli, conti di Polino